# Parafia Matki Bożej Różańcowej w Szarejkach
Parafia Matki Bożej Różańcowej w Szarejkach – parafia rzymskokatolicka, znajdująca się w diecezji ełckiej, w dekanacie Olecko – Niepokalanego Poczęcia Najświętszej Maryi Panny.